# Mencey

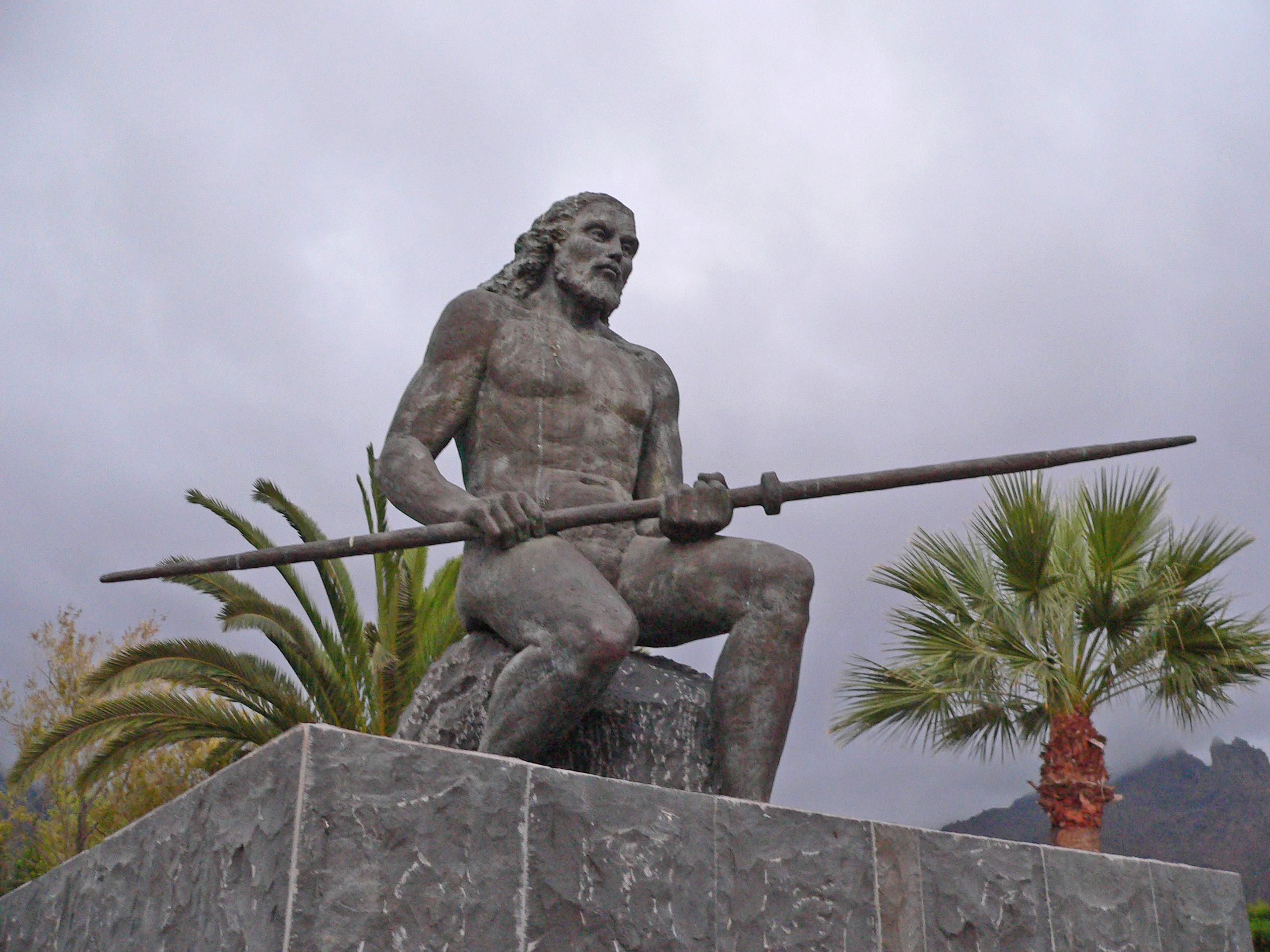
Statue des Mencey Tinerfe el Grande, in Adeje

Mencey war die Bezeichnung des Oberhauptes der Guanchen, der Ureinwohner der Insel Teneriffa. Sie wurde früher oft mit König, Fürst, Hauptmann oder Herrscher übersetzt. Der spanische Begriff Meyceyato zur Bezeichnung des Herrschaftsgebietes eines Menceys stammt aus dem 20. Jahrhundert. In der historischen Literatur wird üblicherweise der Begriff Reino (Reich) verwendet.

## Aufteilung der Insel Teneriffa in neun Menceyatos

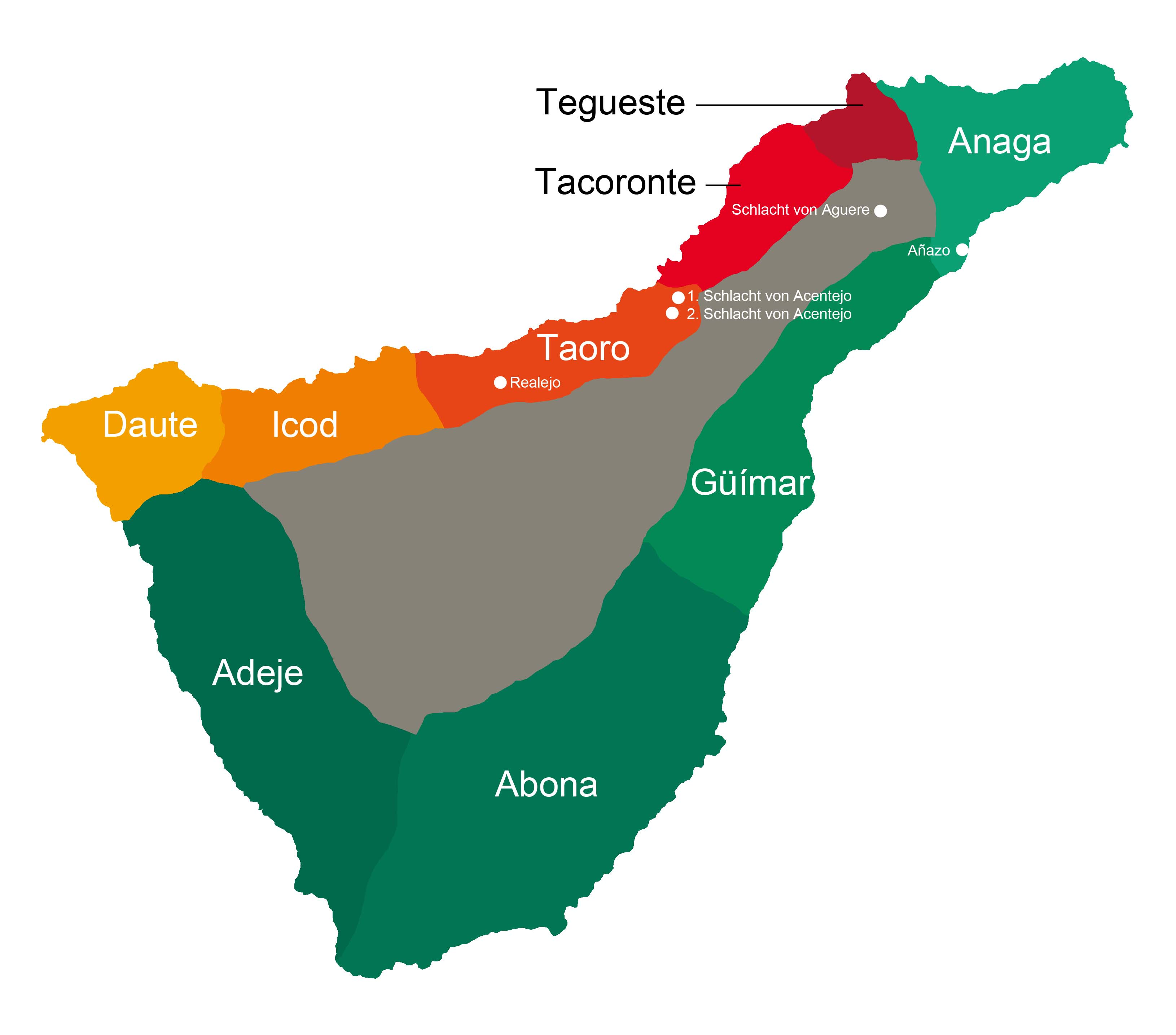
Menceyatos zur Zeit der Eroberung

Am Ende des 15. Jahrhunderts, zur Zeit der Eroberung, war die Insel in neun Menceyatos aufgeteilt. Seit wann diese Aufteilung bestand und wie sie zustande gekommen war, wird von Historikern sehr unterschiedlich bewertet. Bei den Namen und Verwandtschaftsverhältnissen der Menceyes untereinander weichen die historischen Quellen stark voneinander ab. Bei der Überlieferung der Geschichte der Menceyes spielen auch die, nicht wissenschaftlich belegten, literarischen Verarbeitungen z. B. durch Antonio Viana
und Lope de Vega eine Rolle.

## Herrschaftsverhältnisse auf der Insel Teneriffa
Die Gesellschaft der Guanchen gliederte sich in drei Gruppen: Die Familie der Menceyes deren Mitglieder als Archimenceyes bezeichnet wurden, weitere Adelige und das gemeine Volk. Ein neuer Mencey wurde durch eine Versammlung (Tagoro) bestimmt, die aus den männlichen Mitgliedern der Familie der Menceys und weiteren Adeligen bestand. Der Mencey heiratete grundsätzlich eine nahe Verwandte.

## Bedeutung der Menceyes
Der Mencey war die oberste Autorität in allen Bereichen des öffentlichen Lebens. Der Mencey galt als Eigentümer des Landes, das er jedes Jahr neu unter seine Adeligen verteilte damit diese den Nutzen draus erwirtschaften konnten. Er war der Vorsitzende der Ratsversammlung und er leitete die religiösen Zeremonien. Er war Heerführer und Verhandlungsführer bei Abkommen mit anderen Menceyes oder Fremden die auf die Inseln kamen. Den Menceyes von Taoro kam bei der Verteidigung der Insel gegen die Kastilier eine besondere Rolle zu. Sie stellten die größte Anzahl der Krieger der vier im Nordteil der Insel Teneriffa gelegenen Menceyatos und hatten daher das Kommando über die gesamten Truppen.

## Nach der Eroberung
Nach der endgültigen Unterwerfung der Insel Teneriffa reiste Alonso Fernández de Lugo mit den besiegten aber auch mit den Menceyes, die durch Verträge Untertanen der Königin und des Königs von Kastilien geworden waren, nach Sevilla. Bei der Audienz des Königspaares im Juni 1496 in Almazán waren sieben der neun Menceyes anwesend. Einer dieser Menceyes wurde der Republik Venedig geschenkt. Der Mencey von Adeje, der nicht gegen die Kastilier gekämpft hatte, wurde bei der Landverteilung nach der Eroberung Tenerifas berücksichtigt. Der Mencey von Anaga lebte mit seiner Familie auf der Insel Gran Canaria. Über das Schicksal der anderen Menceyes gibt es kaum gesicherte Berichte.